# Of Love and Shadows
Of Love and Shadows (Brasil: 'De amor e de sombras' / Portugal: 'De amor e de sombra') é uma adaptação cinematográfica do livro De amor y de sombra, de Isabel Allende, que conta, através dos olhos de um casal apaixonado, os acontecimentos políticos de um dos períodos da ditadura do Chile.

## Sinopse
A história se inicia em 1973. O filme trata de um romance protagonizado por Francisco (Antonio Banderas) e Irene (Jennifer Connelly), no período da ditadura de Pinochet. Irene é uma jornalista da classe média no Chile que contrata Francisco, um fotógrafo, para a revista que ela edita. Irene namora seu primo Gustavo, um militar de uma nova geração do Chile, mas acaba se apaixonando pelo fotógrafo,  que lhe mostra a realidade da ditadura. Juntos formam uma dupla que tem como objetivo reunir provas dos crimes e abusos cometidos pela ditadura. Quando uma mulher que lhes concederia uma entrevista é presa pelo exército, suas vidas e as de suas famílias são colocadas em perigo. Após um atentado contra sua vida, Irene sobrevive, mas ela e Francisco têm que fugir para a Espanha. Gustavo participa de um golpe contra a ditadura, mas é preso e morto.